# Hilda M. Willing
Le Hilda M. WIlling est un skipjack  de la baie de Chesapeake, qui a été construit à Oriole, dans le Maryland, en 1905.
C'est un bateau de pêche ostréicole traditionnel de la baie, sloop à deux voiles équipé d'une dérive. C'est l'un des 35 skipjacks traditionnels survivants de la baie de Chesapeake et membre de la dernière flotte de voile commerciale aux États-Unis.
Le skipjack est devenu Bateau d'État en 1985  .
Hilda M. Willing a été inscrit au registre national des lieux historiques en 1985. et classé National Historic Landmark en avril 1994 . Il a conservé essentiellement son apparence physique telle qu'il avait été construit. Il est également l'un des rares skipjacks en bon état  et représente l'un des plus petits et des meilleurs voiliers de la flotte .

## Galerie

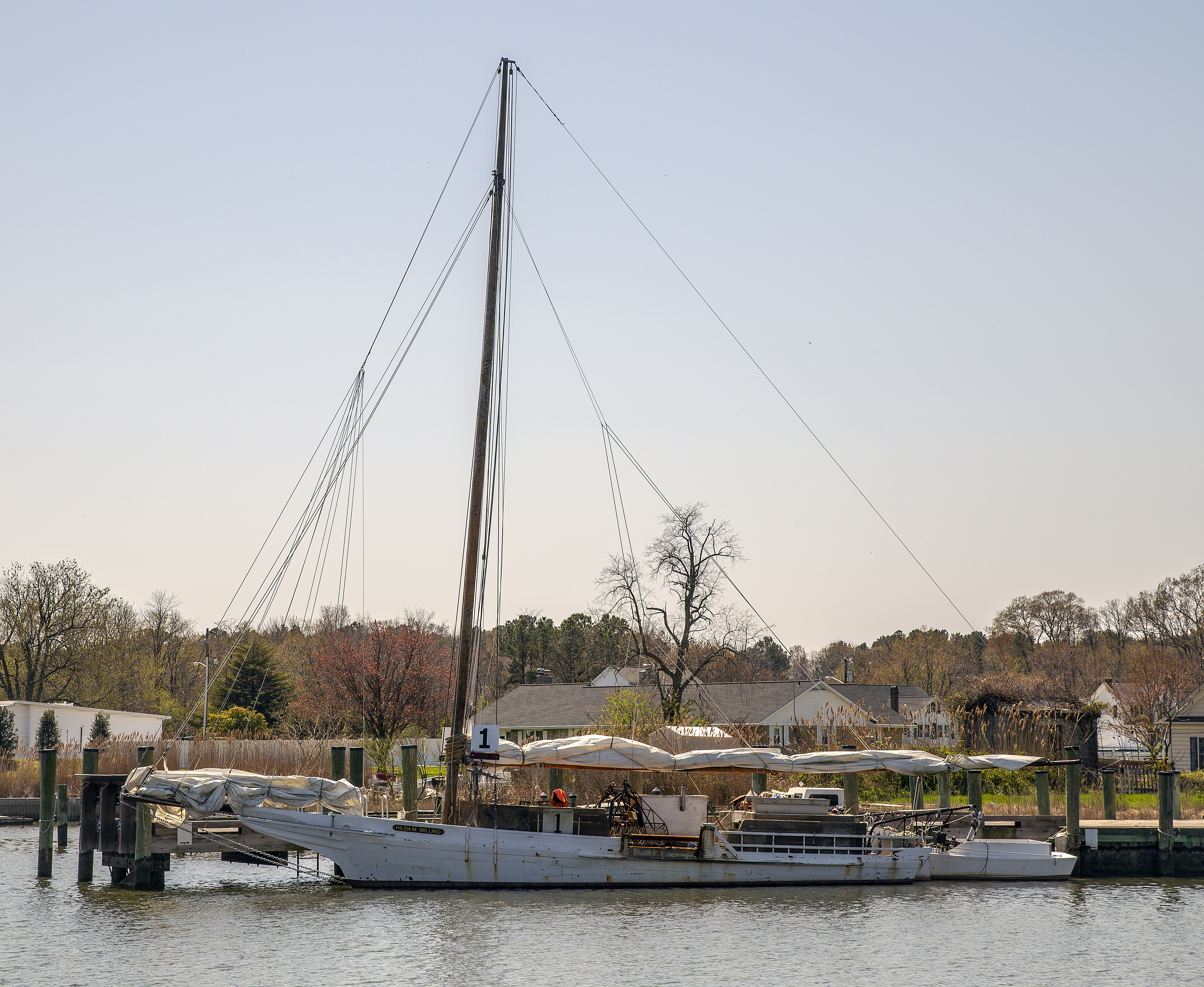
Hilda M. Willing en 2018
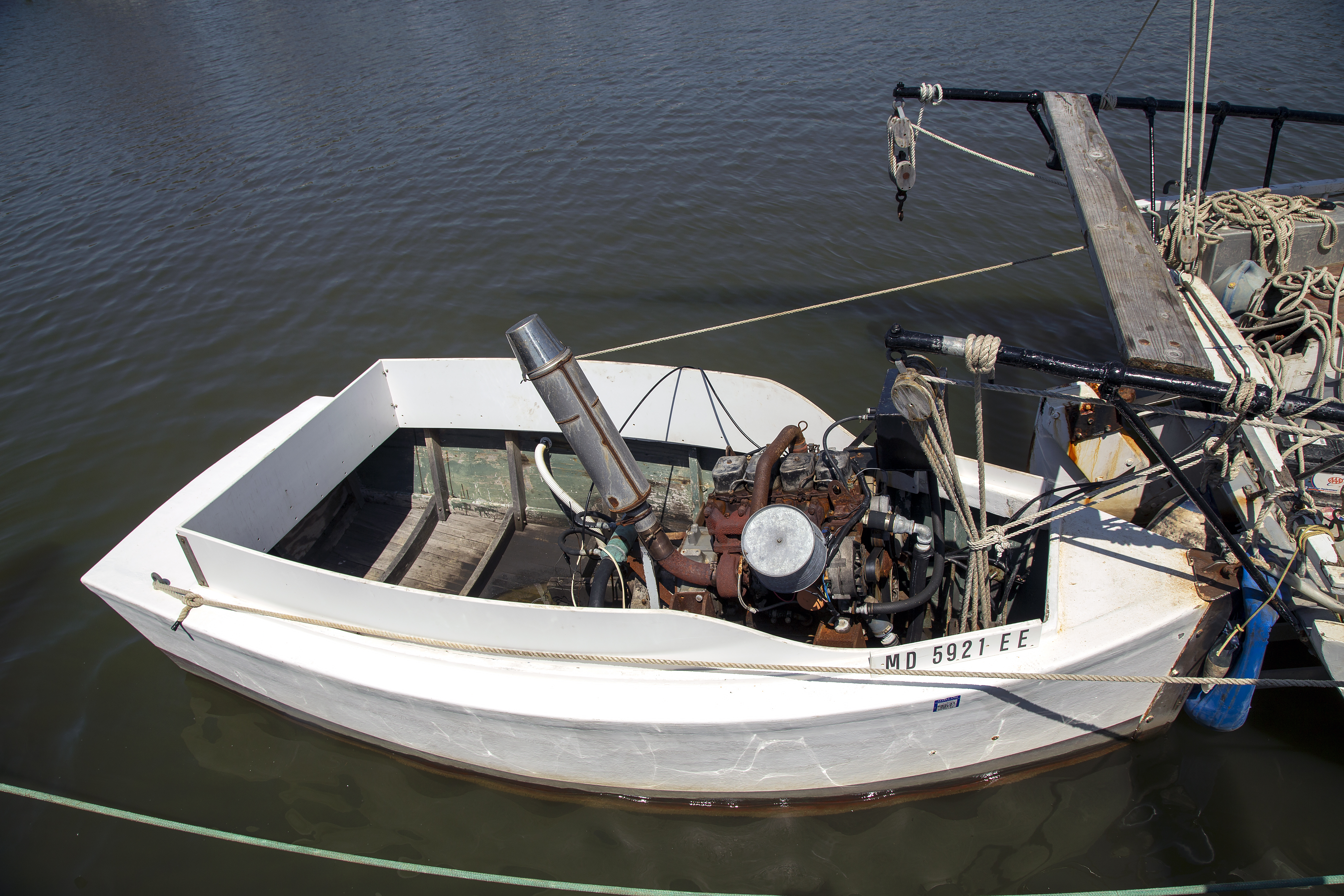
Le pousseur
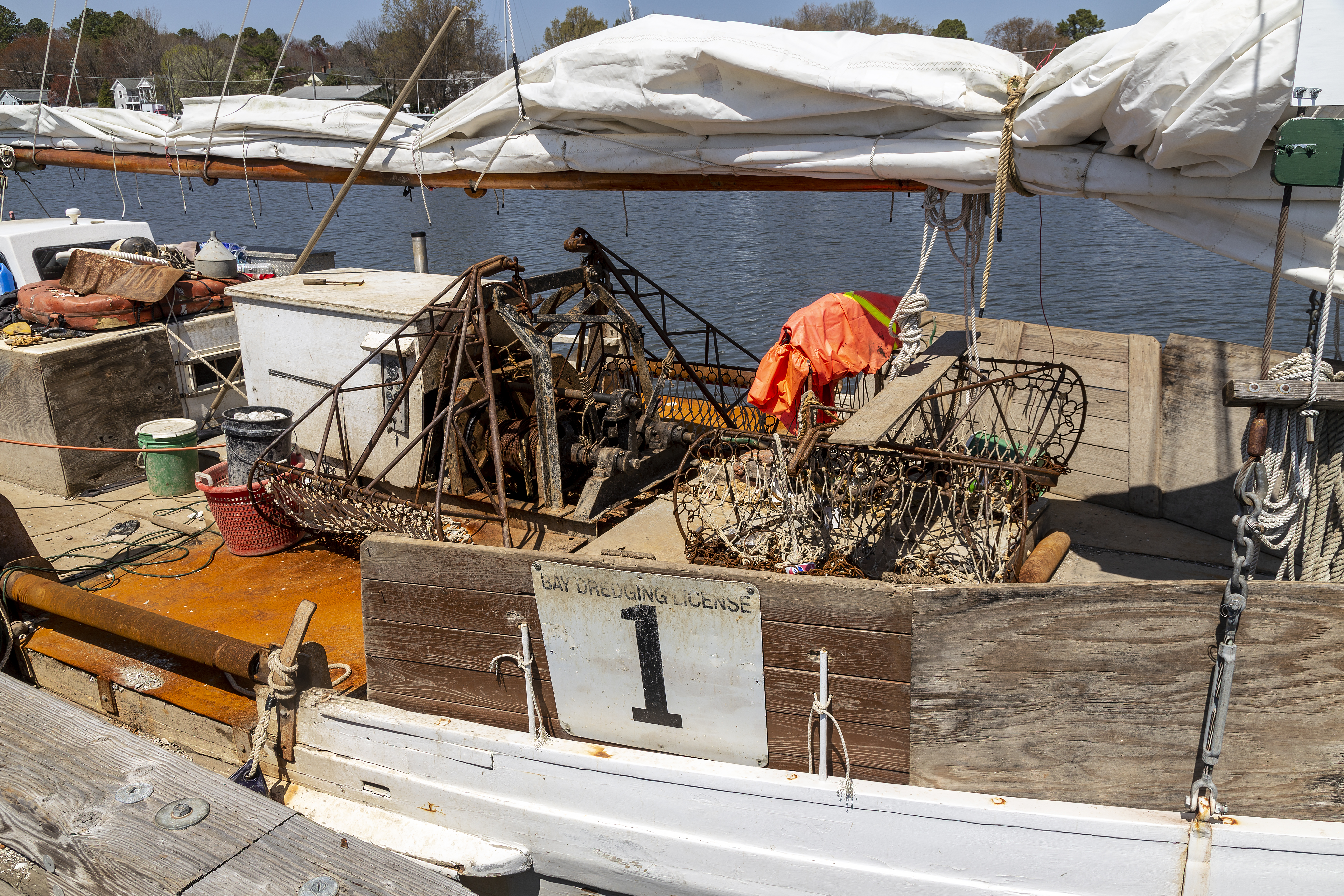
Les dragues à huîtres